# Pansarbandvagn 302
Pansarbandvagn 302 (Pbv 302) je rodina obrněných transportérů provozovaných švédskou armádou v letech 1966–2014. Celkem bylo pro švédskou armádu vyrobeno 685 vozidel všech verzí. Armády jiných států je neobjednaly. Pouze jejich věžičku pro 20mm kanón zakoupilo Švýcarsko pro svá vozidla M113 a Gabon pro obrněná vozidla EE-11 Urutu. Ve Švédsku vozidla Pbv 302 nahradila bojová vozidla pěchoty CV90.

## Historie

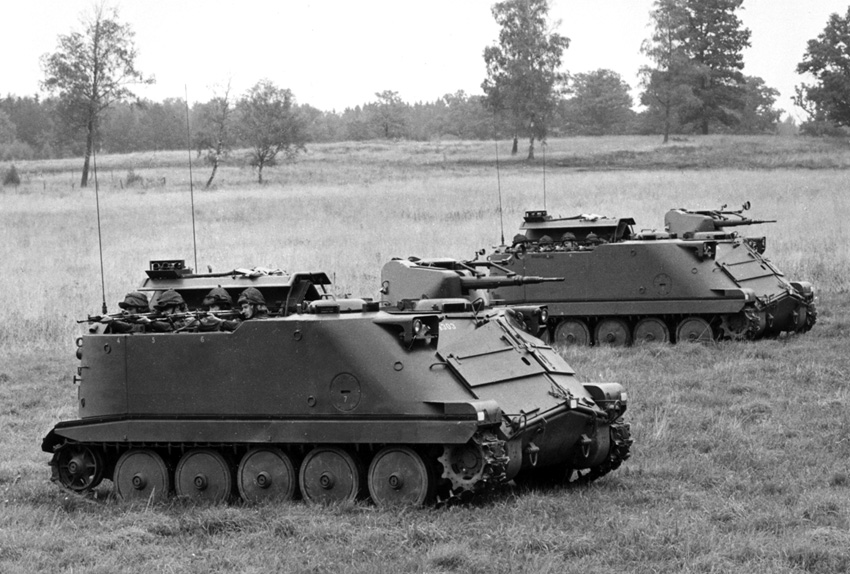
Dvojice vozidel Pbv 302. Jasně je patrné umístění věžičky s 20mm kanónem. Poklopy jsou zvednuty a z nich vykukují čtyři přepravovaní vojáci s osobními zbraněmi.

V roce 1961 švédská armáda do služby zařadila obrněný transportér Pbv 301, vyvinutý na základě lehkého tanku Stridsvagn m/41. Ten však byl považován za dočasné řešení do doby, než země získá nějaké výkonnější vozidlo. Švédská armáda požadovala obrněné vozidlo pro přepravu vojáků, kteří by mohli střílet i zevnitř, mající mobilitu tanku Stridsvagn 103, schopné boje i proti lehce obrněným vozidlům a pomalým vzdušným cílům. Svými schopnostmi požadované vozidlo předznamenalo tehdy ještě neexistující kategorii bojových vozidel pěchoty. Zkoumány byly různé zahraniční konstrukce, ale švédské požadavky nesplňovaly. Upuštěno bylo i od zvažované výroby amerického typu M113. Švédsko se proto obrátilo na domácí výrobce Landsverk a Hägglunds & Söner v Örnsköldsviku (pozdější BAE Systems Hägglunds), přičemž ten druhý roku 1961 získal zakázku na stavbu dvou prototypů. V roce 1962 jejich zkoušky prokázaly, že se jedná o kvalitní konstrukci a roku 1963 byla objednána sériová výroba.
V letech 1966–1972 bylo vyrobeno 518 kusů verze Pbv 302A, z nichž osm bylo později přestavěno na spojovací vozidlo, jedno na vozidlo pro dělostřelecký průzkum a tři na zdravotnická vozidla. Dále bylo vyrobeno 156 dalších obrněných vozidel ve specializovaných verzích, velitelská vozidla, velitelská vozidla pro samohybná děla a vozidla pro předsunuté dělostřelecké návodčí. Na prodlouženém podvozku Pbv 302 se šesti pojezdovými koly navíc vznikly ještě dvě verze sloužící pro podporu tanků Stridsvagn 103. V roce 1968 byla dodána vyprošťovací vozidla a v letech 1972–1973 mostní vozidla.
V roce 1984 byl zahájen modernizační program REMO (Renovering och modifiering). V jeho rámci byla vozidla Pbv 302A upravena na verzi Pbv 302B. V 90. letech vznikla ještě modernizovaná verze Pbv 302C, tentokrát upravená pro nasazení v mírových misích na Balkáně. V obou případech byly modernizovány i některá vozidla odvozených účelových verzí, do jejichž označení bylo doplněno písmeno B, či C.

## Konstrukce

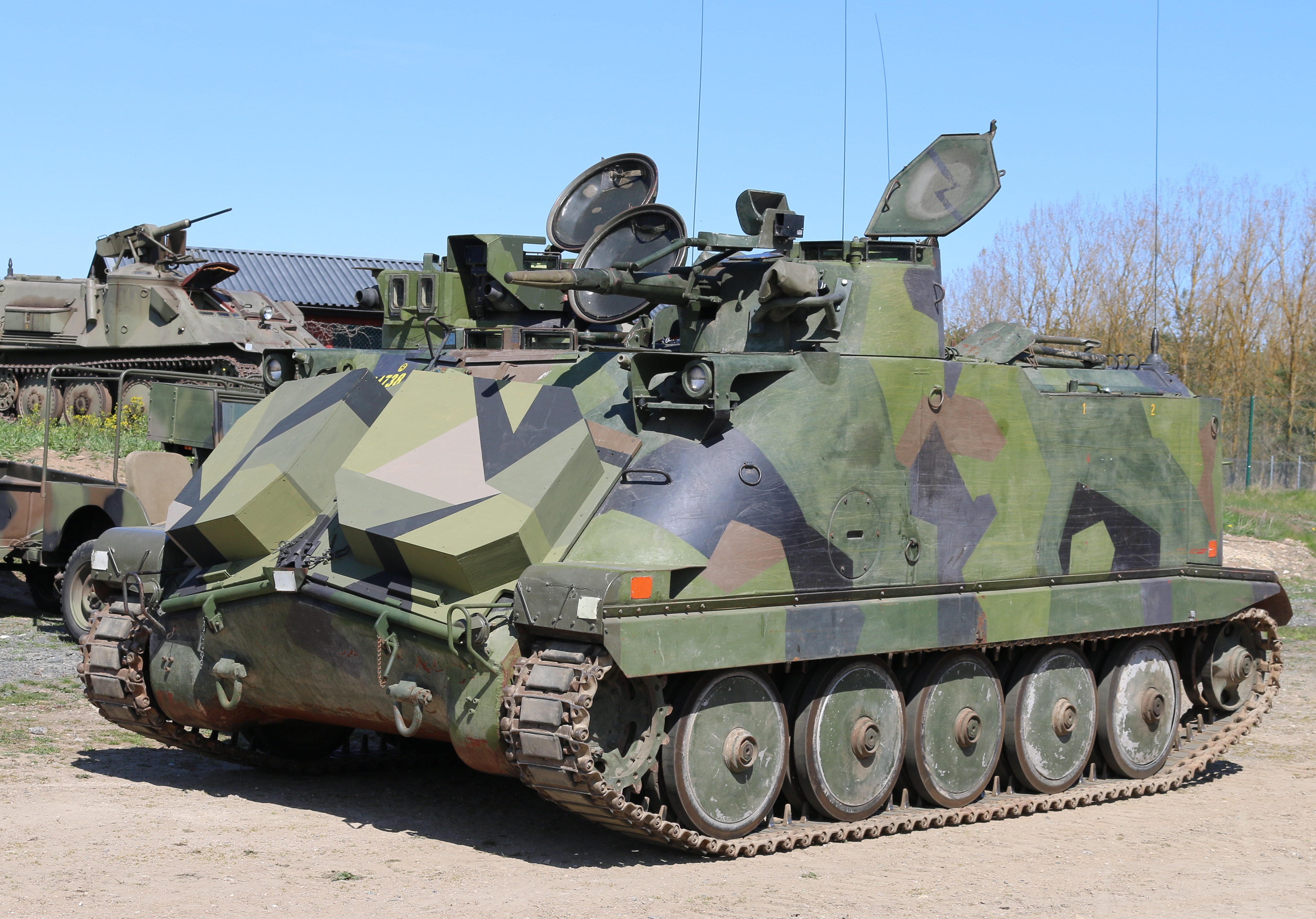
Vozidlo pro předsunuté dělostřelecké návodčí Epbv 3022 (Eldledningspansarbandvagn)

Vozidlo Pbv 302A má korbu svařenou z dvojitých ocelových plátů. Čelní pancíř má sílu 23 mm. Tříčlennou osádku tvoří řidič, velitel a střelec. Střelec ovládá věžičku vyzbrojenou 20mm kanónem Automatkanon m/47D (kanóny poházely z letounů Saab 29 Tunnan). Používána byla průbojná a tříštivotrhavá munice. Vozidlo je dále vybaveno šesti zadýmovacími granátomety. Přepravuje například osmičlenný výsadek, čtyři až šest raněných, šestičlenné družstvo s protitankovým kompletem RBS-56 BILL, nebo až 1200 kg nákladu. Výsadek může využít dvojici hydraulicky ovládaných poklopů, umožňujících palbu ručními zbraněmi. Vozidlo opouští vraty na zádi. Vozilo pohání šestiválcový turbodiesel Volvo Penta THD 100B o výkonu 200 kW se čtyřstupňovou převodovka Volvo Penta R-60, doplněnou redukcí pro jízdu v terénu. Motor je uložen v přední části korby pod podlahou. Výkon se přenáší na přední pár hnacích kol. Podvozek přitom má ještě pět párů pojezdových kol a záďový pár napínacích kol. Pojezdová kola jsou opatřena pneumatikami a zavěšena na torzních tyčích. Obojživelnost zajišťuje sklopný vlnolam na přídi. Na hladině vozidlo pohánějí pásy.
Modernizace Pbv 302B mimo jiné zahrnovala protiletadlový zaměřovač pro střelce, nové navigační vybavení a interní telefon, centrální huštění pro pojezdová kola, instalaci pohodlnějších sedadel, náhradu munice v nábojových pásech za zásobníky, či změnu umístění zadýmovacích granátometů. Vozidla modernizované verze Pbv 302C byla vybavena novými držáky pro 7,62mm kulomet, novým klimatizačním systémem a jejich odolnost zvýšila instalace vnitřní laminátové vrstvy proti střepinám a volitelné vnější přídavné pancéřové desky.

## Nasazení
Pbv 302C byla nasazena v mírových misích IFOR v Bosně a Hercegovině a KFOR v Kosovu.

## Varianty

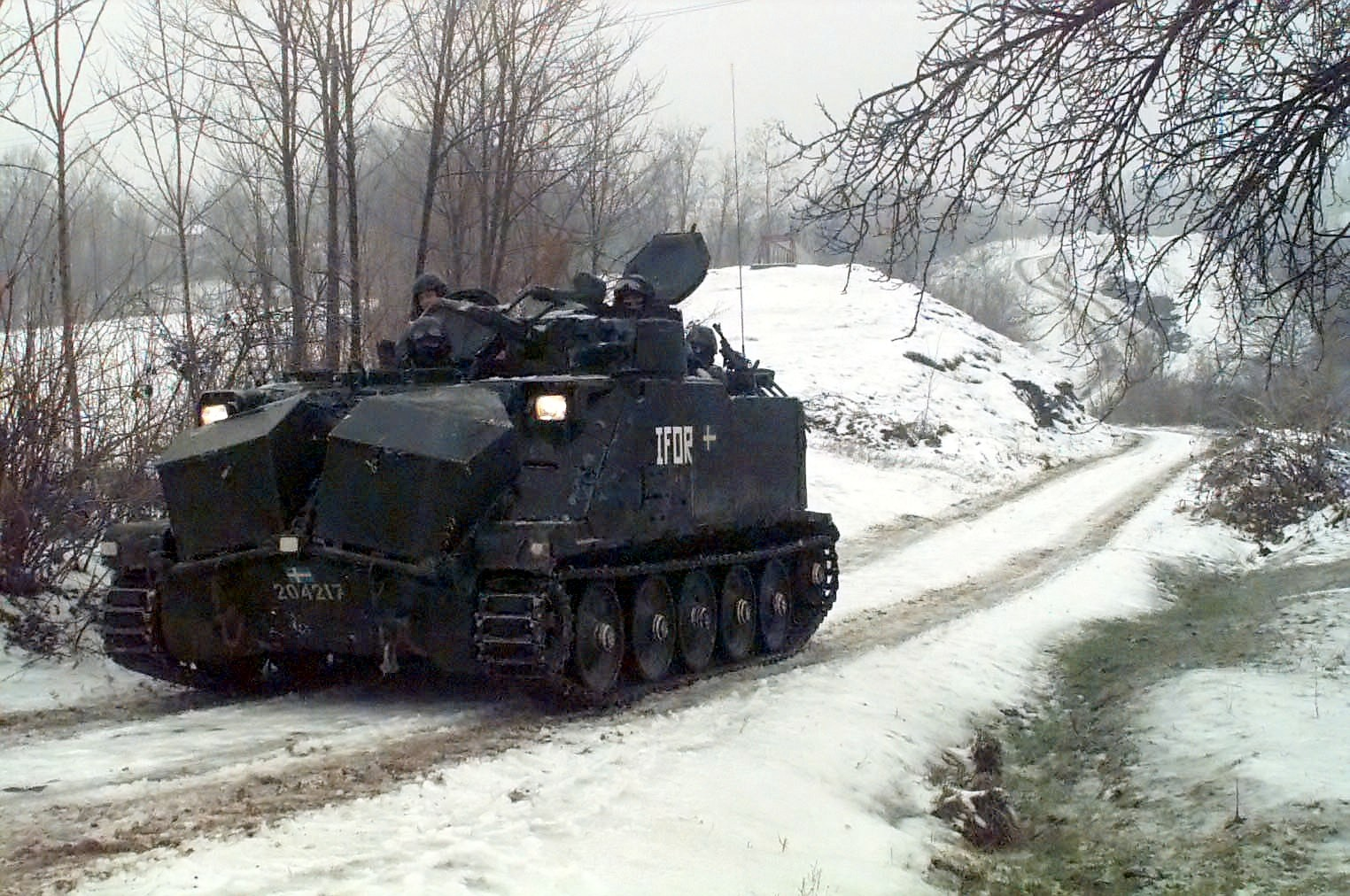
Pbv 302 nasazené v misi IFOR v Bosně

- Pbv 302A – Základní verze. 518 ks.
  - Rlpbv 3024 (Radiallänkpansarbandvagn) – Pbv 302A přestavěný na spojovací vozidlo. 8 ks.
  - Pjrekpbv 3025 (Pjäsrekognoceringspansarbandvagn) – Pbv 302A přestavěný na dělostřelecké průzkumné vozidlo. 1 ks.
  - Sjuktppbv 3026 (Sjuktransportpansarbandvagn) – Pbv 302A přestavěný na zdravotnické vozidlo. 3 ks.
  - Pbv 302B – Modernizace Pbv 302A v programu REMO (Renovering och modifiering).
  - Pbv 302C – Modernizace pro nasazení v mírových misích v Bosně a Kosovu. Asi 50 ks.
- Stripbv 3021 (Stridsledningspansarbandvagn) – Velitelské vozidlo. 69 ks.
- Epbv 3022 (Eldledningspansarbandvagn) – Vozidlo pro předsunuté dělostřelecké návodčí. 48 ks.
- Bplpbv 3023 (Batteriplatspansarbandvagn) – Velitelské vozidlo pro samohybná děla Bandkanon 1. 9 ks.
- Pbv 302H (UDES 08) – Pokusné vozidlo pro testování věže s 35mm kanónem Oerlikon KBA. 1 ks.
- Bgbv 82 (Bärgningsbandvagn) – Vyprošťovací vozidlo využívající prodloužený podvozek Pbv 302. 24 ks.
- Brobv 941 (Brobandvagn) – Mostní vozidlo využívající prodloužený podvozek Pbv 302. 17 ks.

## Uživatelé
- Švédsko – Hlavní uživatel vozidla. V 90. letech nahrazeny vozidly CV90 a definitivně vyřazeny roku 2014.[2]

- Ukrajina – V roce 2024 Švédsko oznámilo, že v rámci vojenské pomoci Ukrajině, bránící se ruské invazi, předá zbývající uskladněná vozidla Pbv 302. Celkem se jedná o 239 ks.[2] Jejich zařazení do služby ukrajinské pozemní síly oznámily 31. října 2024.[3]